# Cantonul Antraigues-sur-Volane
Cantonul Antraigues-sur-Volane este un canton din arondismentul Largentière, departamentul Ardèche, regiunea Rhône-Alpes, Franța.

## Comune
- Aizac
- Antraigues-sur-Volane (reședință)
- Asperjoc
- Genestelle
- Juvinas
- Labastide-sur-Bésorgues
- Lachamp-Raphaël
- Laviolle
- Mézilhac
- Saint-Andéol-de-Vals
- Saint-Joseph-des-Bancs